# Alain Guy
Pour les articles homonymes, voir Guy.
 (avril 2017).
Si vous disposez d'ouvrages ou d'articles de référence ou si vous connaissez des sites web de qualité traitant du thème abordé ici, merci de compléter l'article en donnant les références utiles à sa vérifiabilité et en les liant à la section « Notes et références ».
Alain Guy, né à La Rochelle le 11 août 1918 et mort à Narbonne le 7 novembre 1998, est un philosophe et hispaniste français .
Il a été professeur à la Faculté des lettres de l'Université de Toulouse-Le Mirail ainsi que fondateur et directeur du Centre de philosophie ibérique et ibéro-américaine.

## Biographie
Bachelier en 1935, Alain Guy part étudier à la Faculté des lettres de Grenoble en philosophie, où il sera étudiant et disciple de Jacques Chevalier. Il en ressort en 1938 avec une licence ès lettres et un diplôme d'études supérieures. Il prépare ensuite à la Sorbonne son agrégation tout en inaugurant au lycée de Limoges sa carrière de professeur de philosophie. Il a eu des enseignants hispanistes tels que Jean Sarrailh et Jacques Chevalier, à qui il a par ailleurs dédié un livre.
Il s'installe à Salamanque en 1936 pour connaître Miguel de Unamuno. Sa première recherche a été Esquisse des Progrès de la spéculation philosophique et théologique à Salamanque au cours du XVIe siècle, publiée à Paris, Vrin, 1943. Sa principale thèse présentée à l'Université de Grenoble (1942) a été sur La Pensée de Frère Luis de Léon : Contribution à l'étude de la philosophie espagnole au XVIe siècle, publiée à Paris, Vrin 1943 et traduite en espagnol par Ricardo Marín Ibáñez avec une introduction de Pierre Sainz Rodríguez à Madrid, Rialp, 1960. Il devient docteur ès-lettres en 1943.
Il a dédié sa vie à l'étude de la philosophie espagnole et latino-américaine, pour la faire connaître non seulement à l'étranger, mais aussi en Espagne. Il a traduit en français la Chanson de l'Ombre (un conte et une philosophie) de Juan Domínguez Berrueta, avec notes et préface critique, ainsi que l'étude Essai d'explication d'une haute pensée castillane au XXe siècle, Paris, Vrin, 1944, lorsqu'il il était professeur de philosophie au Lycée Gay-Lussac (Limoges) entre 1939 et 1946. Il a également enseigné la philosophie à Courbevoie de 1946 à 1948 puis au lycée Marcelin Berthelot de Toulouse (1948-1959). Il a été professeur de la faculté des lettres de Toulouse en 1954, chef de travail philosophique dans cette Faculté de 1959 à 1964, puis maître de conférences de 1964 à 1967 et enfin titulaire en 1967. De 1969 à 1974, il a été directeur de l'UFR (Unités de formation et de recherche) d'études politiques et philosophiques à l'université de Toulouse-Le Mirail.
Particulièrement remarqué en tant que fondateur et directeur du Centre de philosophie ibérique et latino-américain dans cette université (1967-1987), il a visité toute sa vie l'Espagne avec son épouse, également hispaniste, Reine Guy. Il a étudié le travail de frère Luis de León, puis ceux de Juan Luis Vives, Miguel de Unamuno et José Ortega y Gasset tout en s'intéressant à des auteurs plus modernes. Le fruit de cet intérêt était l'Histoire de la philosophie espagnole, publié en 1982 et qu'il a traduit en espagnol en 1985. Il a également traduit Idée de la Métaphysique de Julián Marías, préfacé par Henri Gouhier, publications de l'Université de Toulouse-Le Mirail, Nihilisme et expérience extrême de Victor Massuh ainsi que Au cours des dernières années de la paix à la guerre de Miguel de Unamuno. Il a fait don de sa bibliothèque, riche de 3200 volumes spécialisés dans la philosophie espagnole, au Centre Pompidou.
Il a été membre de l'Académie littéraire de la Rochelle, titulaire de la célèbre Académie des Sciences, Inscriptions et Belles Lettres de Toulouse fondée en 1640. Il était également Officier de l'Institution Post (1967) et Chevalier de la Légion d'Honneur. En Espagne il a appartenu à la Société espagnole de philosophie, fut le fondateur honoraire de l'association Hispanisme philosophique ainsi que le partenaire de la SITA (Sociedad Internacional Tomâs de Aquino). En 1978, il a reçu la Croix de Commandeur de l'Ordre d'Isabelle la Catholique et en 1986 a reçu des doctorats honorifiques de l'Université de Salamanque.

## Travaux
- Histoire de la philosophie espagnole Toulouse : Université de Toulouse le Mirail, 1983 ; traduit en espagnol, Historia de la filosofía española, Barcelona : Anthropos Editorial del Hombre, 1985.
- La philosophie espagnole, Paris, Presses Universitaires de France, 1995.
- Ortega y Gasset, crítico de Aristóteles: la ambigüedad del modo de pensar peripatético, juzgada por el raciovitalismo, Madrid, Espasa Calpe, 220 p., 1968.
- La philosophie en Amérique latine Paris : Presses universitaires de France, 1997.
- La pensée philosophique de Frère Luis de León, Madrid, Rialp, 1960.
- Vivès ou L'Humanisme engagé, Paris 1972, traduit par Luis Vives : humanista comprometido, Barcelone, Editorial Balmes, 1997.
- Fray Luis de León Buenos Aires, éd. Columba, 1962.
- Les philosophes Espagnols d'hier et d'aujourd'hui, Toulouse, Éditions Privat en deux volumes, l'une dédiée à des époques et des auteurs, l'autre une sélection de textes (1956), traduit en espagnol, Los filósofos españoles de ayer y de hoy, Buenos Aires, Losada, 1966.
- Ortega y Gasset ou la raison vitale et historique, Paris, 1969.
- Unamuno et la soif d'éternité, Paris, 1964.
- La Chanson de l'ombre (un conte et une philosophie) par Juan Dominguez Berrueta ; traduction française du texte espagnol, notes et préface critique comportant un essai d'explication d'une haute pensée castillane au XXe siècle par Alain Guy, Paris, J. Vrin, 1944.
- Métaphysique et intuition: le message de Jacques Chevalier, C. Lavauzelle & Cie, Paris, 190 p., 1940. .